# 정사 (1998년 영화)
"정사"(영어: An Affair)는 1998년 개봉한 대한민국의 로맨스 영화이다.

## 줄거리
건축가 남편(송영창 분)과 10살짜리 아들을 둔 평범한 일상 속의 서현(이미숙 분). 일로 바쁜 동생 지현(김민 분)의 결혼 준비를 대신하게 된 서현은 운명처럼 다가온 남자, 그러나 동생의 남자 우인(이정재 분)을 만난다. 처음 본순간부터 주체할 수 없는 감정의 소용돌이에 빠지기 시작한 서현과 우인. 결혼 준비를 위한 만남을 거듭하면서 두 사람은 자연스럽게 가까워진다. 그러나 감정을 애써 숨기던 서현은 오후 햇살처럼 스며드는 우인의 사랑에 그와 하나가 되고 만다. 오락실, 아이의 학교 지구과학실 등에서 은밀한 정사를 벌이는 두 사람. 하지만 미국에 있던 지현이 돌아오면서 혼란은 더해가고 우인과 서현은 이루어질 수 없는 사랑인 줄 알면서도 파멸을 향해 치닫는데.

## 캐스팅
- 이미숙 - 서현 역
- 이정재 - 우인 역
- 송영창 - 준일 역
- 김민 - 지현 역

## 수상
- 1999년 제35회 백상예술대상 TV부문 인기상(이미숙)
- 1999년 제22회 황금촬영상 시상식 신인 감독상(이재용), 신인촬영상(김영철)
- 1999년 제7회 춘사영화상 여우주연상(이미숙)